# Vijay Singh

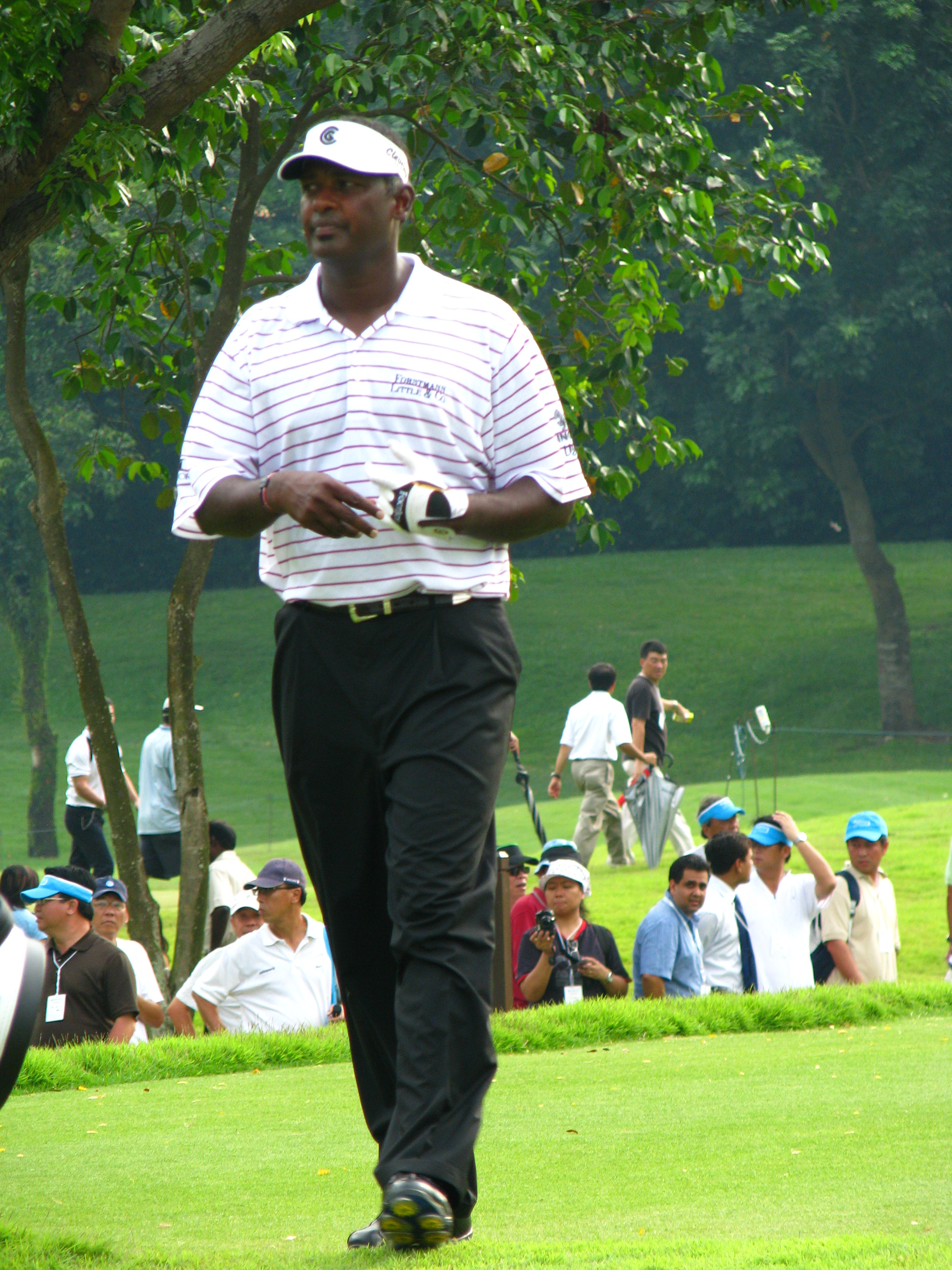
Vijay Singh

Vijay Singh CF (in Fijisch Hindoestani विजय सिंह} (Lautoka, 22 februari 1963) is een golfprofessional uit Fiji. In 2004 kreeg hij een van de hoogste onderscheidingen van Fiji, de Companion of the Order of Fiji (CF), nadat hij Tiger Woods als nummer 1 van de wereld van de troon had gestoten. Hij was vervolgens 32 weken lang de nummer 1 op de Official World Golf Ranking in de periode 2004-2005.

## Levensloop
De vader van Vijay Singh was vliegtuigmonteur maar leerde Vijay te golfen. In 1982 werd Vijay Singh professional; binnen tien jaar speelde hij op de Amerikaanse Tour. In 1991 speelde hij op het Heineken Open op de Noordwijkse Golfclub. Rond de eeuwwisseling behoorde hij tot de beste van zijn sport.
In 1988 verscheen Vijay Singh op de Europese Tour, samen met zijn echtgenote Anisa. Hij was de eerste donkere speler op de Tour, een imposante verschijning, lang, vriendelijk, altijd grappen vertellend en veel oefenend. Soms zocht hij een drivingrange op die bij een andere club was om rustig zijn gang te kunnen gaan. Vanaf 1992 speelde hij op de Amerikaanse Tour.

## Overwinningen
Zijn eerste overwinning behaalde Vijay in Malaysië in 1984, zijn meest prestigieuze overwinning is de Masters in Augusta, Georgia.
Op de Amerikaanse PGA Tour heeft hij in 16 jaren 34 overwinningen behaald, waaronder:
- 1993: Buick Classic.
- 1995: Phoenix Open, Buick Classic.
- 1997: Memorial Tournament, Buick Open.
- 1998: PGA Championship, Sprint International.
- 1999: Honda Classic.
- 2000: The Masters.
- 2002: Shell Houston Open, The Tour Championship.
- 2003: Phoenix Open, EDS Byron Nelson Championship, John Deere Classic, FUNAI Classic at the Walt Disney World Resort.
- 2004: AT&T Pebble Beach National Pro-Am, Shell Houston Open, HP Classic of New Orleans, Buick Open, PGA Championship, Deutsche Bank Championship, Bell Canadian Open, 84 Lumber Classic, Chrysler Championship.
- 2005: Sony Open in Hawaii, Shell Houston Open, Wachovia Championship, Buick Open.
- 2006: Barclays Classic.
- 2007: Mercedes-Benz Championship, Arnold Palmer Invitational.
- 2008: WGC - Bridgestone Invitational, The Barclays (Ridgewood Country Club), Deutsche Bank Championship

Er staan in 24 jaren 23 niet-Amerikaanse overwinningen op zijn naam, o.a.:
- 1984: Maleisisch PGA Kampioenschap.
- 1988: Nigerian Open, Zweeds PGA Kampioenschap.
- 1989: Volvo Open di Firenze op Ugolino, Italië, Ivory Coast Open, Nigeriaans Open en Zimbabwe Open in Afrika.
- 1990: El Bosque Open in Spanje.
- 1991: King Hassan II Trophy in Marokko.
- 1992: Turespaña Masters Open de Andalucia in Spanje, Malaysian Open, Volvo German Open in Hubbelrath, Duitsland.
- 1993: Bells Cup (Z.Afr.)
- 1994: Scandinavian Masters, Trophée Lancôme op de Golf de Saint-Nom-la-Bretèche bij Parijs.
- 1995: Passport Open (Azië).
- 1997: South African Open, Toyota World Match Play Championship
- 2000: Johnnie Walker Taiwan Open.
- 2001: Carlsberg Malaysian Open, Caltex Singapore Masters.
- 2007: Kolon-Hana Bank Korea Open.
- 2008: WGC - Bridgestone Invitational.

In 2008 eindigde hij met zijn zoon op de 6de plaats in de 13de Del Webb Father-Son Challenge in Orlando. Larry Nelson en zijn zoon Josh wonnen de Challenge. De opbrengst van deze wedstrijd ging naar het Arnold Palmer Hospitaal.

## Order of Merit
Vijay Singh heeft meerdere malen in de top 3 van de wereld gestaan en is zelfs 32 weken lang nummer één geweest (2004-2005). In zijn carrière heeft hij meer dan 40 miljoen Amerikaanse dollar verdiend.
Hij is zowel een goede strokeplay- als matchplayspeler. Hij speelt voornamelijk in de Verenigde Staten.
Statistiek (eind 2007):
- Singh staat op de wereldranglijst met 71,72% op nummer 13 als het gaat om het aantal keren dat de green in het correcte aantal slagen wordt bereikt. In het Engels wordt dat genoemd: "hitting the green in regulation". Bij een par 5 is dat in 3 slagen, bij een par 4 in 2 slagen, bij een par 3 hoort de afgeslagen bal op de green te komen). Tiger Woods staat bovenaan die lijst met 80,56%.
- Hij staat op de 51ste plaats wat betreft de gemiddelde lengte van zijn afslagen (288,5 m).
- Er zijn 13 spelers die meer wedstrijden in Amerika hebben gewonnen dan Vijay Singh.

## Trivia
- Singh is van Indiase afkomst, is getrouwd met Anisa en woont met zijn gezin in Florida.
- Vijay betekent overwinning.